# Espècie
|  | Aquest article tracta sobre la biologia. Si cerqueu el condiment, vegeu «Espècia». |

En biologia, una espècie és una de les unitats bàsiques de la biodiversitat. En general, una espècie està formada per tots els organismes individuals d'una població natural amb:
- la capacitat de creuar-se entre si i reproduir-se, produint nous individus fèrtils, i aspecte, característiques i genoma similars, atès que tenen ancestres comuns relativament recents.

Abans de poder determinar que diferents individus pertanyen a la mateixa espècie, doncs, cal estudiar-los per tal d'unificar-ne els trets. Tot i que hi ha diverses definicions d'"espècie", avui dia la separació entre espècies està força ben definida, malgrat que la línia que separa les espècies de les subespècies pot ser més difícil de determinar de manera concloent. Les espècies s'agrupen en gèneres, famílies, ordres…, segons el parentiu filogenètic.
En la classificació científica, cada espècie rep un nom binomial; primer se n'indica el gènere i després l'espècie, tot i que, per a identificar l'espècie, generalment s'esmenten els dos termes (normalment en llengua llatina), escrits en cursiva o subratllats. Per exemple, els humans pertanyen al gènere Homo i a l'espècie Homo sapiens. Aquesta nomenclatura va ser estandarditzada per Carl von Linné al segle xviii i, per tant, de vegades se'n fa referència com a nomenclatura linneana. Més formalment, el nom específic va acompanyat del nom del descobridor de l'espècie i de l'any de la identificació.

## Determinació dels límits
La determinació dels límits d'una espècie és purament subjectiva i, per tant, exposada a les modalitats de la interpretació personal. Alguns conceptes usuals són antiquíssims, molt anteriors a l'establiment científic d'aquesta categoria sistemàtica. Per contra, existeixen altres límits força vagues, en els quals els sistemàtics estan en complet desacord. Si les espècies fossin immutables, se'n podria definir fàcilment cadascuna dient que és el conjunt d'individus de caràcters qualitativament idèntics. Una entitat així determinada no és realment una espècie, sinó el que normalment s'anomena una línia pura o un clon.

## Història del concepte d'espècies
El terme espècie al·ludeix a tres conceptes diferents encara que relacionats. El rang espècie, que és el nivell més bàsic de la taxonomia de Linné; els tàxons espècie, que són un grup d'organisme descrits assignats a la categoria espècie; i les espècies biològiques, que són ens capaços d'evolucionar.
En l'antiguitat, les espècies eren definides com a individus similars que es diferenciaven dels individus pertanyents a altres espècies per discontinuïtats morfològiques, és a dir, les espècies tenien essències immutables, pertanyents, segons la filosofia aristotelicoplatònica, al món de les idees. Aquesta concepció era necessàriament fixista, l'essència és permanent. Durant l'edat mitjana, es va consolidar la interpretació creacionista, en la qual cada espècie era una unitat de creació, caracteritzada per la seva essència. Es tractava d'un realisme idealista.
El nominalisme va tenir les seves arrels en el segle xiv amb Guillem d'Occam. Aquesta doctrina assenyalava que no existia cap entitat entre el terme i els individus a què aquest es referia, és a dir, només existien els individus. Segons aquesta doctrina, les espècies són fruit de la nostra raó i el concepte d'espècie s'utilitza només amb la finalitat d'agrupar-les per la seva semblança i donar-los un nom. En poques paraules, el nominalisme no reconeix les espècies com a entitats reals. Linné i John Ray, per la seva banda, refermaven la idea del caràcter discret i de la possessió d'atributs objectius de les espècies, que permetien la seva delimitació, és a dir, el realisme de les espècies. A partir de la publicació de L'origen de les espècies per Charles Darwin, el 1859, es va començar a considerar l'espècie com un agregat de poblacions morfològicament variables i amb capacitat d'evolucionar. El concepte aristotelicolinneà va ser gradualment reemplaçat per una concepció evolutiva basada en la selecció natural i en l'aïllament reproductiu.
A mitjans del segle xx, es van plantejar dues postures respecte a les espècies: el realisme evolutiu i el nominal. Els últims van sostenir que en la natura només existeixen els organismes individuals i, segons els taxonòmics evolutius, les espècies són entitats reals de la natura i constitueixen unitats d'evolució. A partir de la dècada de 1980, es va afermar la postura realista pel que fa a les espècies biològiques, conjuntament amb l'enfocament filogenètic de la classificació.
D'acord amb Häuser (1987), els atributs generals del concepte espècie han de ser: universalitat, aplicabilitat pràctica i criteri decisiu. La majoria dels biòlegs que s'ocupen de la sistemàtica de plantes i animals usen el CBE en conjunt amb la descripció morfològica.

## Conceptes d'espècie
- Espècie biològica (de Dobzhansky, 1935[8] i Mayr, 1942).[9] Segons aquest concepte, espècie és un grup (o població) natural d'individus que poden encreuar-se entre si, però que estan aïllats reproductivament d'altres grups afins. Aquest és el concepte més àmpliament acceptat i de major consens, almenys entre els zoòlegs. Assumir una espècie com a biològica, implica evolutivament assumir que és una població reproductivament aïllada, per la qual cosa constitueix un llinatge evolutiu separat i que es reforça per una sèrie de barreres que poden ser de caràcter geogràfic o biològic. L'espècie biològica és lliure de seguir el seu propi curs en resposta als processos genètics i influències ambientals que causen els canvis evolutius. La connotació del concepte, el fa inaplicable a organismes fòssils, tot i que el millor que es pot fer en aquest cas és determinar si els buits morfològics entre espècies són tant o més grans que aquells existents entre espècies vivents que estan reproductivament aïllades. Aquest concepte té limitacions respecte a organismes que es reprodueixen asexualment (per apomixia, un tipus de partenogènesi), algunes espècies de rotífers (organismes microscòpics), mol·luscs, artròpodes, vertebrats (alguns peixos i llangardaixos del gènere Cnemidophorus i Aspidoscelis) i algunes plantes vasculars.[10] Hi ha també molts casos d'hibridació en els quals es produeix descendència fèrtil i que perduren com a unitats genètiques i evolutives independents. Aquest cas es dona fonamentalment en plantes vasculars, en les quals la hibridació és comuna. Per donar-nos una idea què passaria si el concepte d'espècie biològica fos aplicada aquests casos, hem d'indicar que cada individu hauria de ser considerat com una espècie biològica separada.

- Espècie evolutiva (de Wiley, 1978).[11] És un llinatge (una seqüència ancestrodescendent) de poblacions o organismes que mantenen la seva identitat d'altres llinatges i que tenen les seves pròpies tendències històriques i evolutives. Aquest concepte difereix de l'anterior perquè l'aïllament genètic actual més que el potencial és el criteri pel seu reconeixement. I considera que, davant l'existència de barreres geogràfiques o biològiques, el flux genètic entre aquestes serà tan baixa que una divergència genètica (cladogènesi) es produirà. El concepte d'espècie evolutiva pren en compte que l'evolució cladogenètica pot ser reticulada. Això significa que aquelles poblacions que inicialment es van separar i que comencen a divergir genèticament, tornen a ajuntar-se produint d'aquesta manera l'aïllament i produint espècies híbrides de les quals emergeix una nova població que pot ser reconeguda com a unitats independents. A la concepció evolutiva, se li han oposat també diverses objeccions:[12]
  - Només poden aplicar-se a espècies monotípiques, de manera que tot aïllament geogràfic haurà de ser tractat com una espècie diferent.
  - No hi ha criteris empírics que permetran observar tendències evolutives en el registre fòssil.
  - La diferenciació evolutiva no resulta pràctica en la demarcació de les cronoespècies.

- Espècie filogenètica (de Cracraft, 1989).[13] Aquest concepte reconeix com a espècie qualsevol grup d'organismes en el qual tots els organismes comparteixen un únic caràcter derivat o apomòrfic (no present en els seus ancestres o afins). Si aquest concepte fos utilitzat rigorosament, poblacions locals encara que fossin ubicades a prop entre si, sí que serien considerades espècies diferents perquè cada població pot tenir variants genètiques moleculars úniques.

- Espècie ecològica (de Van Valen, 1976).[14] Segons aquest concepte, espècie és un llinatge (o un conjunt de llinatges relacionats estretament) que ocupen una zona adaptativa mínimament diferent en la seva distribució d'aquelles pertanyents a altres llinatges i que, a més, es desenvolupen independentment de tots els llinatges establerts fora de la seva àrea biogeogràfica de distribució. En aquest concepte, la concepció de nínxol i exclusió competitiva són importants per a explicar com les poblacions poden ser dirigides a determinats ambients i portar com a resultat divergències genètiques i geogràfiques fonamentades en factors eminentment ecològics. Al respecte, ha estat àmpliament demostrat que les diferències entre espècies, tant en forma com en comportament, estan sovint relacionades amb diferències en els recursos ecològics que l'espècie explota. El conjunt de recursos i hàbitats explotats pels membres d'una espècie constitueixen el nínxol ecològic d'aquesta espècie i no d'una altra, de tal manera que d'una altra forma una espècie ecològica és un conjunt d'individus que exploten un sol nínxol. Els graus de diferència, en aquests sentit, estaran en funció del grau de diferència del nínxol o la discontinuïtat en l'ambient. Per exemple, paràsits emparentats entre si en el seu nínxol, que es troben dins de l'hoste (endoparàsits), arribaran a diferències entre si en funció de com són de diferents els hostes en la seva morfologia, hàbitats, recursos, etc.

## Altres definicions d'espècie
- Carl von Linné: «Comptem tantes espècies quantes formes diferents van ser creades en el principi» (Linneo, Phylosophya botánica, traduïda per Palau, pàg. 83).
- Georges Cuvier: «Espècie és el conjunt dels individus descendents un d'altre o de pares comuns i als quals s'assemblen tant com aquells entre si».[15]
- Alphonse Pyrame de Candolle: «Una espècie és la col·lecció de tots els individus que s'assemblen més entre si que d'altres; que per fecundació recíproca poden donar individus fèrtils, i que es reprodueixen per generació, de tal manera que, per analogia, els pot suposar a tots procedents originàriament d'un sol individu».[16]
- Félix le Dantec: «Espècie és el conjunt de tots els individus qualitativament idèntics que no presenten entre si, en els seus elements vius, més que diferències quantitatives».[17]
- François Laumonier: «Tots els individus fecundats entre si, els descendents dels quals també són fèrtils».

## Nomenclatura
Els noms de les espècies són binominals, és a dir, formats per dues paraules, que s'han d'escriure en un tipus de lletra diferent del text general (normalment, en cursiva); de les dues paraules citades, la primera correspon al nom del gènere al qual pertany i s'escriu sempre amb la inicial en majúscula; la segona paraula és l'epítet específic o nom específic, cal escriure'l enterament en minúscula i ha de concordar gramaticalment amb el nom genèric. Així, en Mantis religiosa, Mantis és el nom genèric, religiosa el nom específic i el binomi Mantis religiosa és un binomi que designa aquesta espècie d'insecte.
En el nom científic assignat a les espècies, el nom específic mai no ha d'anar deslligat del genèric, ja que manca d'identitat pròpia i pot coincidir en espècies diferents. Si s'ha citat prèviament el nom complet i no hi ha cap dubte a quin gènere es refereix, el nom del gènere pot abreviar-se a la seva inicial (M. religiosa).

## Nombre d'espècies
A grans trets, el nombre d'espècies identificades (2008) es pot desglossar d'aquesta manera:
- 61.259 vertebrats:
  - 5.488 mamífers
  - 9.990 aus
  - 8.734 rèptils
  - 6.347 amfibis
  - 30.700 peixos

- 1.232.384 invertebrats:
  - 950.000 insectes
  - 81.000 mol·luscs
    - 786 cefalòpodes[19]

  - 40.000 crustacis
  - 2.175 coralls
  - 98.000 aràcnids
  - 165 onicòfors
  - 4 xifosurs
  - 61.040 altres invertebrats

- 298.506 plantes:
  - 16.000 molses
  - 12.838 falgueres
  - 980 gimnospermes
  - 199.350 dicotiledònies
  - 59.300 monocotiledònies
  - 3.962 algues verdes
  - 6.076 algues vermelles

- 17.000 líquens

- 30.000 fongs

- 3.040 algues brunes

Total: 1.642.189 espècies

Mida relativa dels grans grups d'animals
(Font de dades animals: Brusca, R. C. & Brusca, G. J. 1990. Invertebrates. Sinauer Associates, Sunderland.)
Reeder T. et al. 2002. Amer. Mus. Novit.